# Darren van Bekkum
Darren van Bekkum (Amersfoort, 20 maart 2002) is een Nederlands wielrenner.

## Carrière
Als eerstejaars beloften werd Van Bekkum opgenomen in de opleidingsploeg van Jumbo-Visma. Hij werd dat jaar onder meer achtste in de proloog van de Vredeskoers voor beloften en achtste op het nationale kampioenschap tijdrijden in zijn leeftijdscategorie. In zijn tweede jaar bij de ploeg maakte hij deel uit van het team dat de ploegentijdrit in de Ronde van de Isard won. Het seizoen 2023 begon voor Van Bekkum met een derde plaats in de Trofej Umag. Ook in de Istrian Spring Trophy, een vierdaagse etappekoers, eindigde hij op de derde plek. In oktober van dat jaar werd hij, achter zijn ploeggenoten Archie Ryan en Tijmen Graat, derde in de Coppa Città di San Daniele.
In 2024, zijn vierde seizoen bij de ploeg die inmiddels was omgedoopt tot Visma | Lease a Bike, startte Van Bekkum wederom in Kroatië. De slotrit van de Istrian Spring Trophy ving hij aan met een achterstand van zeven seconden op klassementsleider Noa Isidore. Aan de finish had hij negen seconden goedgemaakt, waardoor hij het eindklassement op zijn naam leek te schrijven. Echter, vanwege het aannemen van een energiegel vanuit de ploegleiderswagen binnen de laatste twintig kilometer, kreeg Van Bekkum een tijdstraf van twintig seconden, waardoor Isidore tot eindwinnaar werd uitgeroepen. begin mei won hij de vierde etappe in de Ronde van de Isard. Ploeggenoot en klassementleider Jørgen Nordhagen ging vanwege ziekte niet meer van start, waarna Van Bekkum zelf voor de overwinning mocht rijden. Richting Plateau de Beille reed hij bijna een minuut weg van zijn dichtste achtervolger, waardoor hij solo als eerste over de finish kwam. Van Bekkum, voor aanvang van de etappe op de zevende plaats in het klassement, werd ook de nieuwe leider.

## Overwinningen
2022
2e etappe Ronde van de Isard (ploegentijdrit)
2024
Bergklassement Istrian Spring Trophy
4e etappe Ronde van de Isard
Eindklassement Ronde van de Isard

### Resultaten in voornaamste wedstrijden
|      | \| Jaar \| Amstel Gold Race \| Clásica San Sebastián \| \| ---- \| ---------------- \| --------------------- \| \| 2025 \| opgave \| opgave \| |                       |
| Jaar | Amstel Gold Race | Clásica San Sebastián |
| 2025 | opgave | opgave                |

## Ploegen
- 2021 –  Jumbo-Visma Development Team
- 2022 –  Jumbo-Visma Development Team
- 2023 –  Jumbo-Visma Development Team
- 2024 –  Team Visma | Lease a Bike Development
- 2025 –  XDS Astana Team